# Kadua laxiflora
Kadua laxiflora ist eine Pflanzenart aus der Gattung Kadua in der Familie der Rötegewächse (Rubiaceae). Sie kommt endemisch auf Hawaii vor.

## Beschreibung

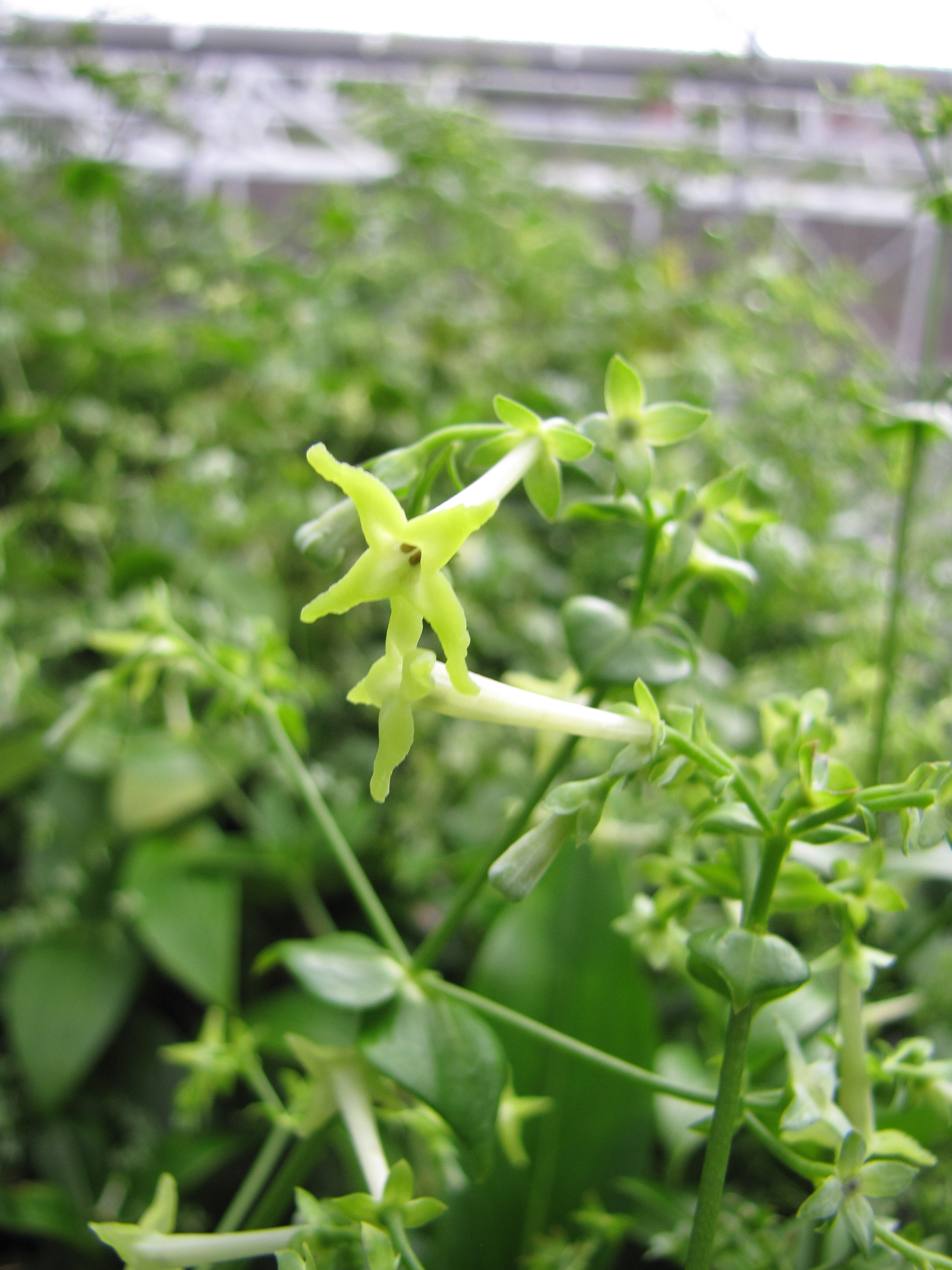
Einzelblüten von Kadua laxiflora

### Vegetative Merkmale
Kadua laxiflora wächst als Zwergstrauch, dessen aufrechte, gelegentlich auch aufsteigende Stämme Längen von rund 0,3 bis 0,6 Meter erreichen. Die Stämme haben einen streng quadratischen Querschnitt. Die Rinde ist unbehaart.
Die gegenständig an den Zweigen angeordneten Laubblätter sind in einen Blattstiel und eine Blattspreite gegliedert. Der mehr oder weniger leicht geflügelte Blattstiel ist 0,1 bis 1,5 Zentimeter lang. Die einfache, dünne, papier- bis membranartige Blattspreite ist bei einer Länge von 6 bis 22 Zentimetern sowie einer Breite von 1 bis 7 Zentimetern von elliptisch über elliptisch-verkehrt-eiförmig bis elliptisch-eiförmig, gelegentlich auch lanzettlich geformt. Die Oberseite der Blattspreite ist genauso wie die blasser gefärbte Unterseite kahl. Die Spreitenbasis läuft spitz zu, die Spreitenspitze ist zugespitzt bis lang zugespitzt zulaufend und der Spreitenrand ist ganzrandig. Von jeder Seite der Blattmittelader zweigen mehrere Paare an unauffälligen Seitenadern ab und die Blattadern höherer Ordnung bilden ein undeutliches, netzartiges Muster. Die Nebenblätter ähneln den Laubblättern, sind mit der Basis des Blattstieles verwachsen und bilden dadurch eine stachelspitzige Blattscheide. Die dreieckige Blattscheide ist 0,5 bis 1,4 Zentimeter lang und weist eine 0,2 bis 1,1 Zentimeter lange, schmale Stachelspitze auf.

### Generative Merkmale
Die endständigen, rispenartigen, zymösen Blütenstände werden bis zu 30 Zentimeter lang und stehen an einem Blütenstandsstiel. Die Blütenstände sind unbehaart und mehr oder weniger glauk. Die Blütenstände enthalten mehrere Einzelblüten.
Die vierzähligen Blüten sind radiärsymmetrisch. Der kreiselförmige Blütenbecher wird 0,1 bis 0,15 Zentimeter lang. Die Kelchblätter sind miteinander zu einer Kelchröhre verwachsen. Die Kelchlappen sind bei einer Länge von 0,15 bis 0,5 Zentimetern sowie einer Breite von rund 0,1 bis 0,2 Zentimeter eiförmig bis lanzettlich geformt. Die unbehaarten, fleischigen, grünlich weißen Kronblätter sind stieltellerförmig miteinander verwachsen. Die Kronröhre erreicht eine Länge von 0,5 bis 1,4 Zentimeter und hat einen mehr oder weniger quadratischen Querschnitt. Die vier Kronlappen erreichen Längen von rund 0,1 bis 0,4 Zentimetern. Der zweifach gelappte Griffel entweder kahl oder im unteren Teil behaart.
Die Kapselfrüchte sind bei einer Länge von 0,2 bis 0,3 Zentimeter und einer Dicke von 0,3 bis 0,4 Zentimeter kreiselförmig bis annähernd kugelig-kreiselförmig geformt. Das Endokarp ist dünn verholzt. Jede der Früchte enthält mehrere dunkelbraune Samen. Sie sind mehr oder weniger unregelmäßig keilförmig geformt und die Samenschale ist dunkel gekörnt.

## Vorkommen und Gefährdung
Das natürliche Verbreitungsgebiet von Kadua laxiflora liegt auf einigen zu Hawaii gehörenden Inseln. Kadua laxiflora ist ein Endemit, der ursprünglich auf den Inseln Lānaʻi, Maui und Molokaʻi vorkam. Die Vorkommen auf Lānaʻi und Molokaʻi gelten mittlerweile als erloschen.
Kadua laxiflora wächst in mäßig feuchten bis feuchten Wäldern.
Kadua laxiflora wird in der Roten Liste der IUCN als „vom Aussterben bedroht“ eingestuft und gilt auf den Inseln Lānaʻi und Molokaʻi bereits als ausgestorben. Als Hauptgefährdungsgründe werden die Verdrängung durch invasive Arten sowie die Lebensraumzerstörung durch eingeschleppte und verwilderte Tiere genannt. Der Gesamtbestand, welcher eine aus 25 Pflanzen bestehende Population umfasst, wird als rückläufig angesehen.

## Taxonomie
Die Erstbeschreibung als Kadua laxiflora erfolgte 1867 durch Horace Mann junior in Proceedings of the American Academy of Arts and Sciences.